# McLaren (filme)
McLaren (no Brasil, McLaren - O Homem por trás do volante) é um docudrama neozelandês de 2017 dirigido por Roger Donaldson.

## Sinopse
Narra a carreira do piloto, projetista, empresário e dono de equipe neozelandês Bruce McLaren. O aprendizado em mecânica de automóveis no posto de gasolina do pai - que também foi piloto, o tratamento da doença de Perthes, o sucesso nas pistas do país e ida para a Europa. Tornou-se o mais jovem piloto a vencer na Fórmula 1, marca que aconteceu no Grande Prêmio dos Estados Unidos de 1959, a estreia em sua própria equipe na temporada de 1966, a primeira vitória na Bélgica 1968, o sucesso de vendas de seus carros e o convivio com a família. Conta com depoimentos de familiares, funcionários e rivais de pista, entre eles Chris Amon, Mario Andretti, Jack Brabham, Emerson Fittipaldi, Dan Gurney e Jackie Stewart. 

## Produção
A iniciativa do filme partiu de Matthew Metcalfe e Fraser Brown, com Matthew também escrevendo o roteiro com Tim Woodhouse e James Brown. A produção foi dedicada a viúva do retratado, Patty McLaren-Brickett. Foram utilizadas cenas do filme Butch Cassidy and the Sundance Kid.